# Cicely Tyson

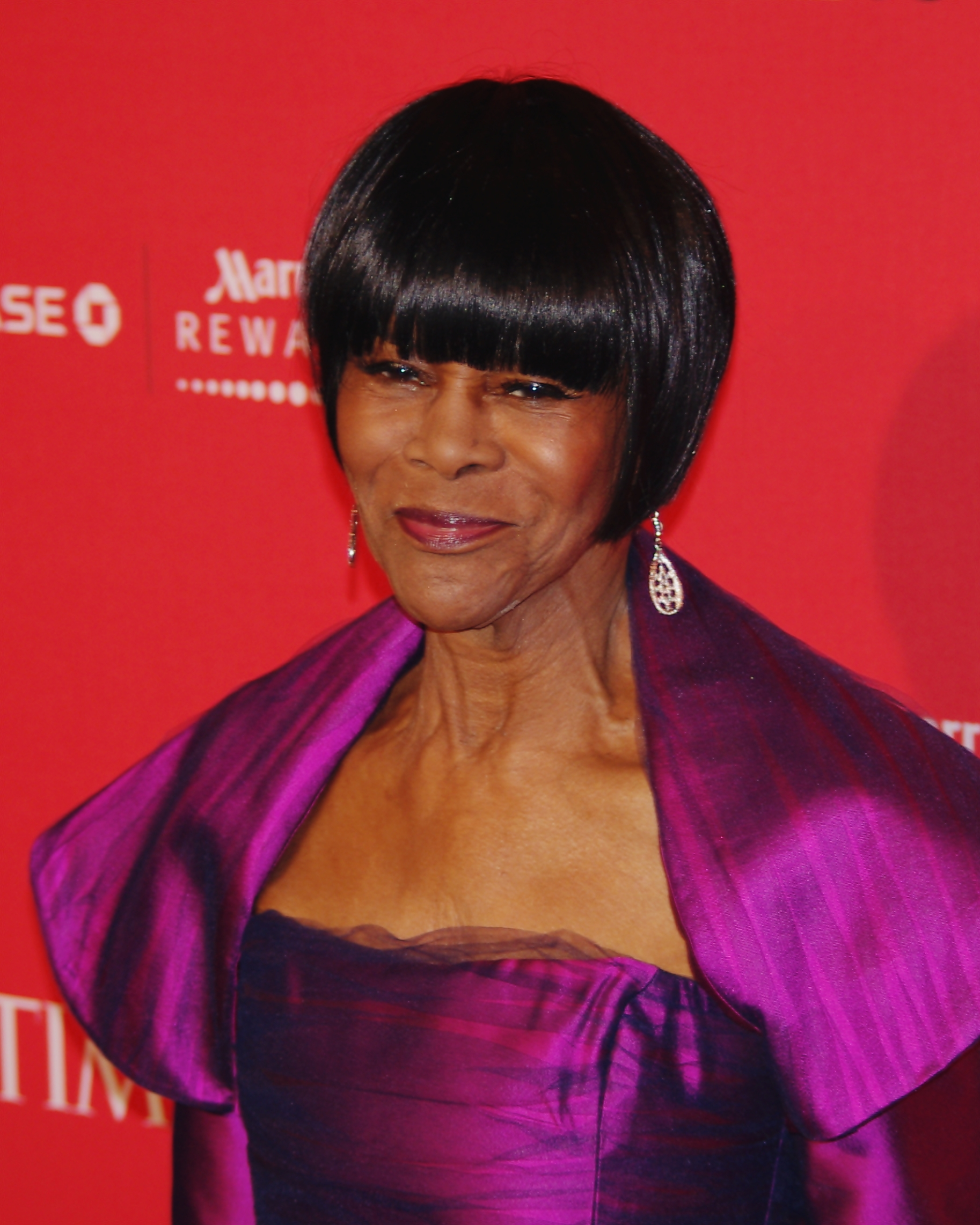
Cicely Tyson (2012)

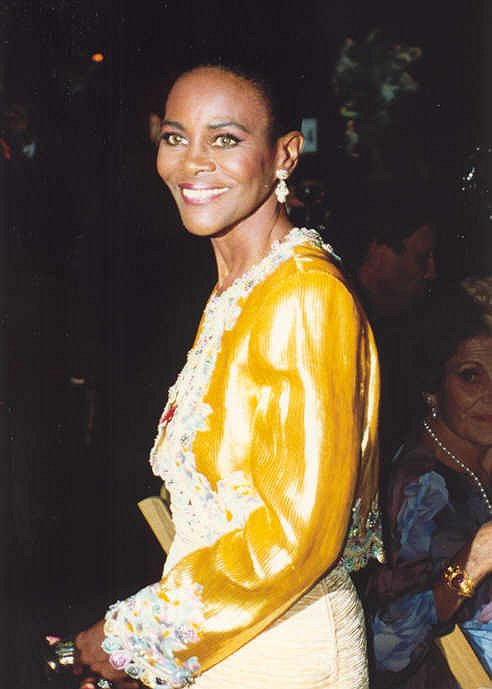
Cicely Tyson bei den Emmy Awards (1992)

Cicely Tyson (* 19. Dezember 1924 in New York City, New York; † 28. Januar 2021 ebenda) war eine US-amerikanische Film- und Theaterschauspielerin sowie Fotomodell. Sie galt als eine der führenden afroamerikanischen Schauspielerinnen ihrer Generation und legte Wert auf vielschichtige Charakterrollen, als diese für schwarze Frauen nicht selbstverständlich waren. Sie wurde unter anderem mit einem Ehrenoscar, einem Tony Award, drei Emmy Awards, der Presidential Medal of Freedom und dem Kennedy-Preis geehrt.

## Leben
Cicely Tyson, deren Eltern aus Nevis in die Vereinigten Staaten eingewandert waren, wuchs in einem religiös geprägten Elternhaus in Harlem auf und wurde bereits als junge Frau von der afro-amerikanischen Zeitschrift Ebony entdeckt. Nach Arbeiten als Fotomodell kam sie in den 1950er Jahren zur Schauspielerei und spielte zunächst auf kleineren Theaterbühnen in Harlem. Im Dezember 1959 wurde Tyson für das Stück Jolly’s Progress an den Broadway verpflichtet, was für sie ein Sprungbrett zu größerer Anerkennung bedeutete. Zu dieser Zeit waren gut bezahlte Schauspielrollen für afroamerikanische Frauen selten und Tyson lehnte die häufiger vorzufindenden Rollen ab, in denen Schwarze stereotyp gezeichnet wurden. Um finanziell durchhalten zu können, arbeitete Tyson in dieser frühen Phase zusätzlich als Sekretärin. 1962 gewann sie den Drama Desk Award für ihren Auftritt in dem Stück Moon on a Rainbow Shawl.
Ihre Filmkarriere, die Mitte der 1950er Jahre begann, war zunächst nur auf Gastauftritte in Fernsehserien beschränkt. Ihre erste Hauptrolle war die der Sekretärin Jane Foster in der zwischen 1963 und 1964 entstandenen Serie East Side/West Side. Gastrollen hatte sie unter anderem 1970 in Kobra, übernehmen Sie und im selben Jahr in Rauchende Colts. 1973 wurde sie für ihre Darstellung in dem Filmdrama Das Jahr ohne Vater (Sounder) für den Oscar in der Kategorie Beste Hauptdarstellerin und zusätzlich für den Golden Globe Award nominiert. Im folgenden Jahr hatte sie einen weiteren großen Erfolg mit dem Fernsehfilm Die Geschichte der Jane Pittman von 1974, in dem sie eine 110-jährige ehemalige Sklavin spielte, die in den 1960er Jahren ihre Lebensgeschichte erzählt. Diese Rolle, in deren Verlauf sie um 91 Jahre altert, brachte ihr in den USA weitere Anerkennung und gleich zwei Emmy Awards ein.
Ab Ende der 1970er Jahre intensivierte Tyson ihre Arbeit im Bereich der Spiel- und Fernsehfilme, so spielte sie etwa 1977 in der Erfolgsserie Roots. Zu einem Markenzeichen wurden starke Charakterrollen in Filmen wie Grüne Tomaten, The Rosa Parks Story, The Help und Alex Cross. Zugleich kehrte sie aber immer wieder auf die Theaterbühne zurück. 2013 gewann sie zahlreiche Auszeichnungen, darunter den Tony Award, für ihre Hauptrolle in Horton Footes Theaterstück The Trip to Bountiful. Sie spielte darin eine alte Frau, die noch einmal an den Heimatort ihrer Jugend zurückfahren will. Trotz ihres hohen Alters war Tyson auch in den letzten Jahren ihres Lebens schauspielerisch aktiv. Für ihre wiederkehrende Nebenrolle als Ophelia Harkness in der seit 2014 laufenden Serie How to Get Away with Murder erhielt sie mehrere Nominierungen für den Emmy Award. In der Serie House of Cards spielte sie 2016 in drei Folgen die Rolle der Doris Jones. 2020 war sie in dem Netflix-Film A Fall from Grace zu sehen.
Tyson galt in den USA als eine der angesehensten Darstellerinnen dramatischer Rollen. Ihr ist ein Stern am Hollywood Walk of Fame gewidmet, außerdem erhielt sie den Kennedy-Preis und die Presidential Medal of Freedom. Im November 2018 wurde sie mit dem Ehrenoscar für ihr Lebenswerk ausgezeichnet. Zwei Tage vor ihrem Tod wurde Tysons Autobiografie Just As I Am veröffentlicht und setzte sich sofort an die Spitze der US-Sachbuch-Bestsellerlisten.

## Privatleben

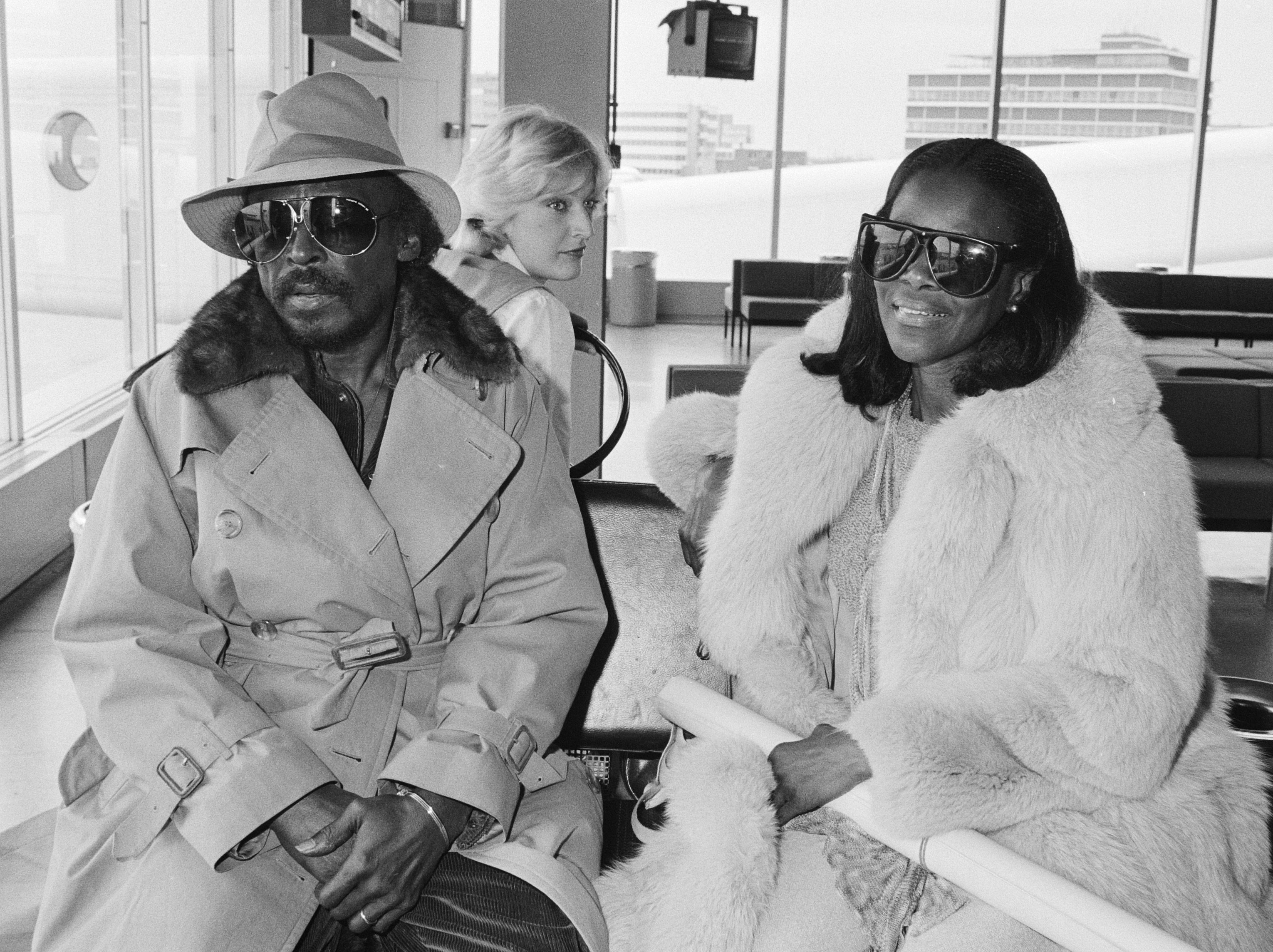
Cicely Tyson und Miles Davis (1982)

Tyson war eine enge Freundin des US-Komikers Bill Cosby. In dessen Haus gab sie am 26. November 1981 dem Musiker Miles Davis das Ja-Wort; die Ehe wurde 1988 geschieden.
Tyson lebte in Atlanta, Georgia. Ihr zu Ehren wurde in East Orange, New Jersey, die Cicely Tyson High School of Performing and Fine Arts gegründet. Sie selbst hatte keine Kinder; ihre Nichte ist die ebenfalls für einen Golden Globe nominierte Schauspielerin Cathy Tyson. Tyson starb am 28. Januar 2021 im Alter von 96 Jahren.

## Filmografie (Auswahl)

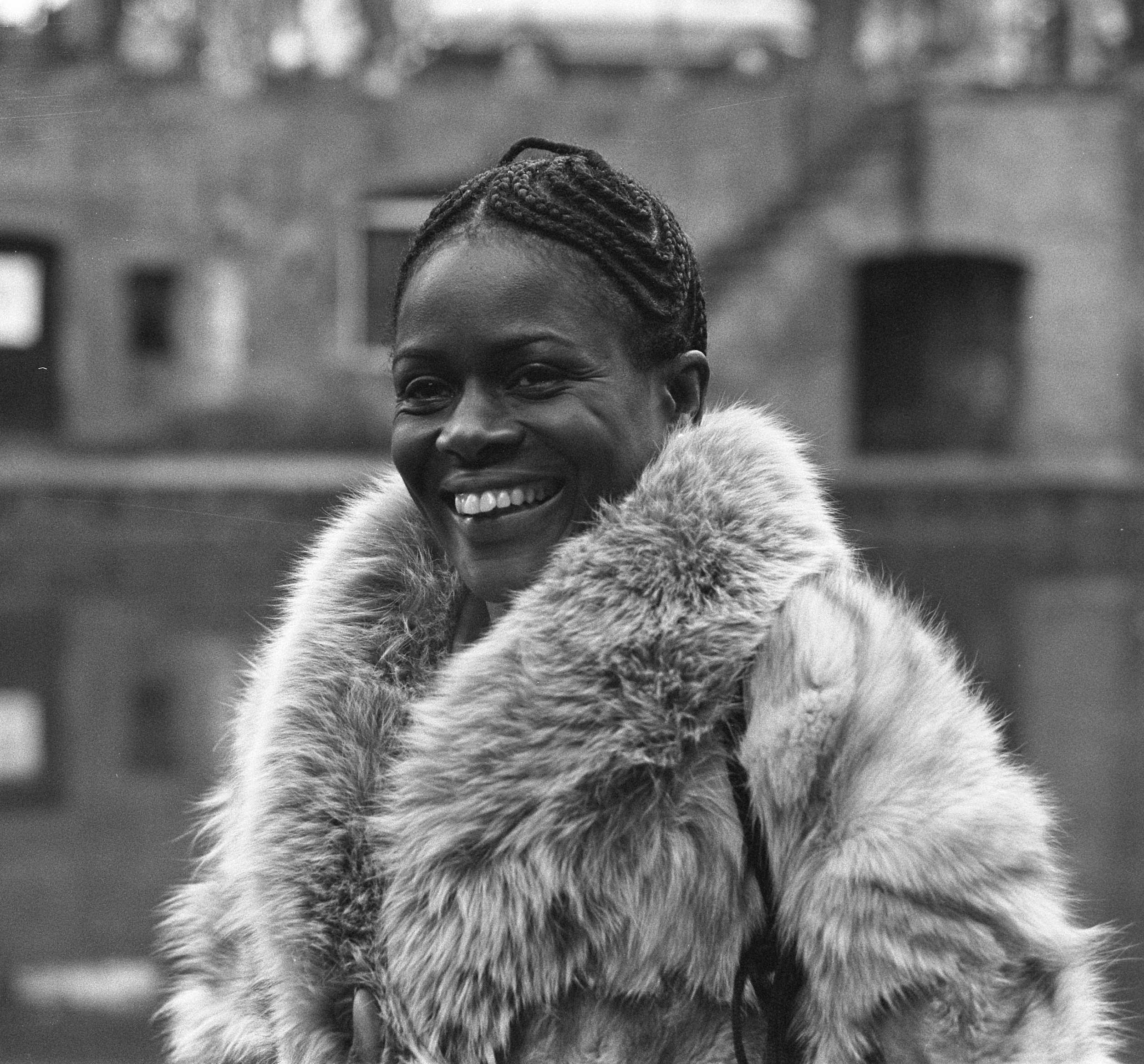
Cicely Tyson (1973)

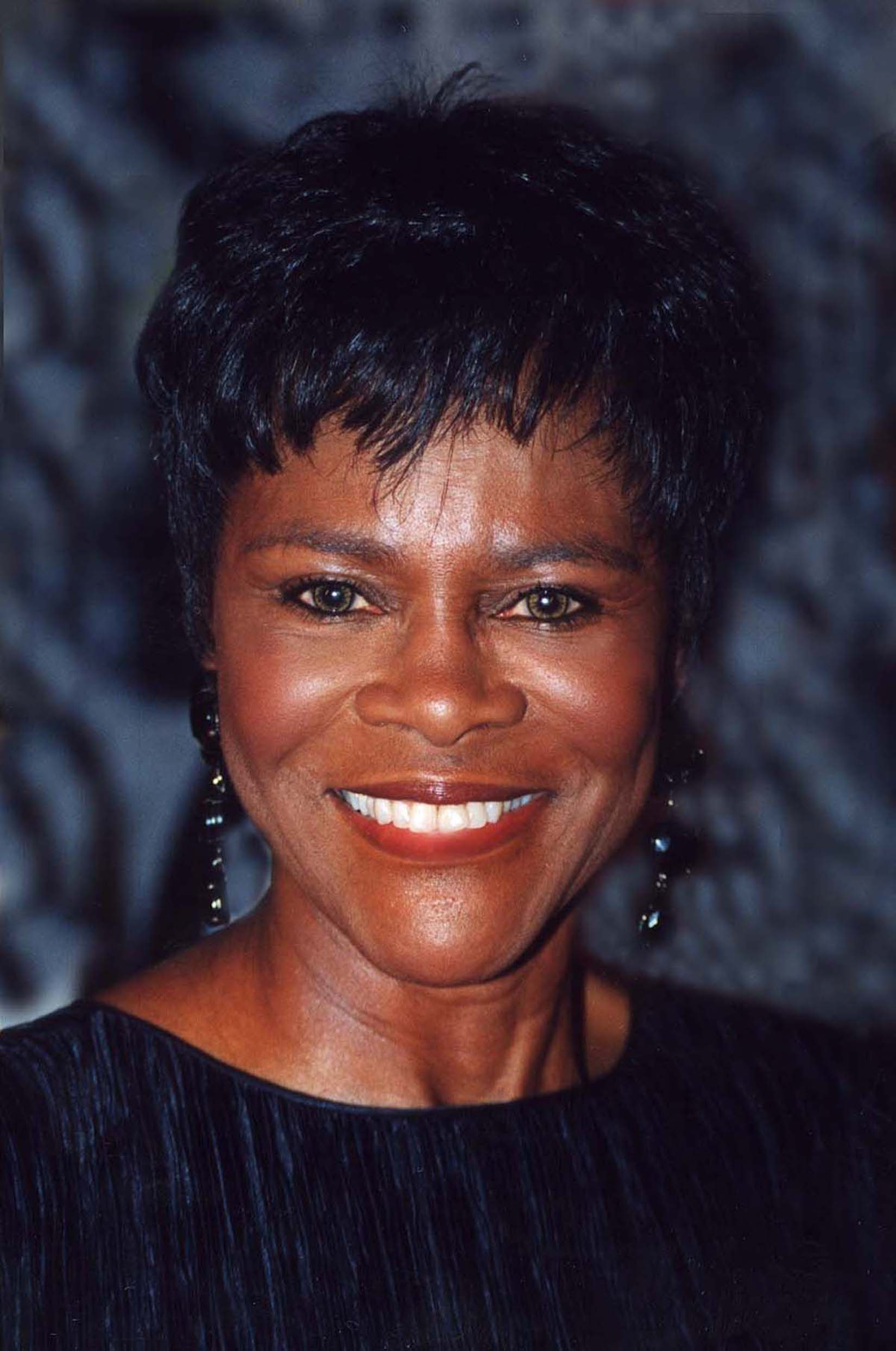
Cicely Tyson (1997)

- 1951: Frontiers of Faith (Fernsehserie, eine Episode)
- 1959: Wenig Chancen für morgen (Odds Against Tomorrow)
- 1959: Der Zorn des Gerechten (The Last Angry Man)
- 1963–1964: East Side/West Side (Fernsehserie, 25 Episoden)
- 1967: Die Stunde der Komödianten (The Comedians)
- 1968: Das Herz ist ein einsamer Jäger (The Heart Is a Lonely Hunter)
- 1972: Das Jahr ohne Vater (Sounder)
- 1974: Die Geschichte der Jane Pittman (The Autobiography of Miss Jane Pittman, Fernsehfilm)
- 1976: Der blaue Vogel (The Blue Bird)
- 1977: Roots (Fernsehserie, Episoden 1x01–1x02)
- 1977: Wilma Rudolph, die schwarze Gazelle (Wilma, Fernsehfilm)
- 1979: Airport ’80 – Die Concorde (Concord: Airport ’79)
- 1981: Bustin’Loose – Einmal und nie wieder (Bustin’Loose)
- 1990: Der Brief an den Weihnachtsmann (The Kid Who Loved Christmas, Fernsehfilm)
- 1991: Grüne Tomaten (Fried Green Tomatoes at the Whistlestop Cafe)
- 1997: Harlem, N.Y.C. – Der Preis der Macht (Hoodlum)
- 1997: Ms. Scrooge – Ein wundervoller Engel (Ms. Scrooge, Fernsehfilm)
- 1999: Erdbeben-Inferno: Wenn die Welt untergeht (Aftershock: Earthquake in New York, Fernsehfilm)
- 2002: The Rosa Parks Story (Fernsehfilm)
- 2005: Winn-Dixie – Mein zotteliger Freund (Because of Winn-Dixie)
- 2005: Das verrückte Tagebuch (Diary of a Mad Black Woman)
- 2006: Das verrückte Familienfest (Madea’s Family Reunion)
- 2009: Law & Order: Special Victims Unit (Fernsehserie, Episode 10x17)
- 2010: Auch Liebe macht mal Ferien 2 (Why Did I Get Married Too?)
- 2011: The Help
- 2012: Alex Cross
- 2013: Das Haus der Dämonen 2 (The Haunting in Connecticut 2: Ghosts of Georgia)
- 2014: The Trip to Bountiful (Fernsehfilm)
- 2015–2020: How to Get Away with Murder (Fernsehserie, 10 Episoden)
- 2016: House of Cards (Fernsehserie, 3 Episoden)
- 2017: Last Flag Flying
- 2019: Madam Secretary (Fernsehserie, Episode Leaving the Station)
- 2020: A Fall from Grace
- 2020: Cherish the Day (Fernsehserie, 7 Episoden)

## Auszeichnungen
Cicely Tyson gewann im Laufe ihrer Karriere 19 Film- und Fernsehpreise und wurde für 20 weitere nominiert, unter anderem auch für den Schauspielpreis Tony Award. Noch im Alter von 95 Jahren wurde sie für einen Emmy Award nominiert.
- 1972: National Board of Review Award/Beste Hauptdarstellerin, für: Sounder
- 1973: Oscar-Nominierung, Beste Hauptdarstellerin für: Sounder
- 1973: Golden-Globe-Award-Nominierung, Beste Hauptdarstellerin – Drama für: Sounder
- 1974: Zwei Emmy Award (als Beste Hauptdarstellerin eines Dramas und als Star des Jahres) für The Autobiography of Miss Jane Pittman
- 1975: Nominierung bei der British Academy of Film and Television Arts, Beste Hauptdarstellerin für: Die Geschichte der Jane Pittman (The Autobiography of Miss Jane Pittman)
- 1994: Emmy Award als Beste Nebendarstellerin für Oldest Living Confederate Widow Tells All
- 2010: Spingarn Medal
- 2013: Tony Award als beste Schauspielerin für: The Trip to Bountiful
- 2014: Ehrendoktorat der Columbia University
- 2014: Emmy-Award-Nominierung als Beste Hauptdarstellerin in einer Miniserie oder einem Fernsehfilm für: A Trip to Bountiful
- 2015: Kennedy-Preis für ihr Lebenswerk
- 2015, 2017, 2018, 2019, 2020: jeweils Emmy-Nominierung als Beste Gastdarstellerin einer Dramaserie
- 2016: Auszeichnung mit der Presidential Medal of Freedom durch Präsident Barack Obama[10]
- 2018: Ehrenoscar für ihr Lebenswerk[11]
- 2020: Aufnahme in die Television Hall of Fame